# Ormosia fusiformis
Ormosia fusiformis är en tvåvingeart. Ormosia fusiformis ingår i släktet Ormosia och familjen småharkrankar.

## Underarter
Arten delas in i följande underarter:
- O. f. fusiformis
- O. f. viduata